# Feuersteinbergwerke der Buchan Ridge

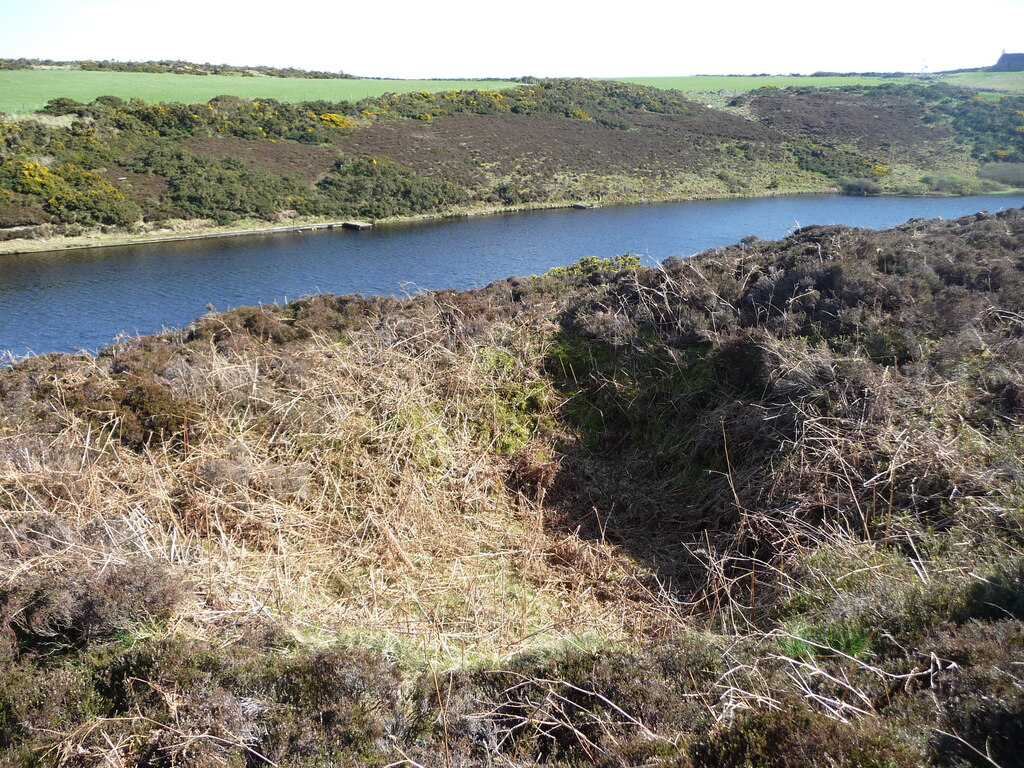
Feuersteinmine am Den of Boddam

Als Feuersteinbergwerke der Buchan Ridge werden mehrere Feuersteinbergwerke in Schottland bezeichnet. Sie stammen aus dem 3. Jahrtausend v. Chr. und liegen etwa fünf Kilometer südwestlich von Peterhead in Aberdeenshire an der Ostküste Schottlands.
Die Feuersteinkiese im Buchan-Gebiet wurden zuerst von G. Christie (1831) beschrieben. Weitere detaillierte Studien der Petrologie und Sedimentologie führten zur Interpretation der Kiese als präglaziale Strandablagerungen, möglicherweise des Pliozän. In der Buchan Ridge wurden die Reste dieses fossilen Strandes von den frühen Bauern entdeckt und ausgebeutet. Sie gruben Löcher durch die Deckschichten, um die Feuersteinlagen zu erreichen. Die wichtigste Lagerstätte liegt am Stirling Hill und in der Den of Boddam.
Spuren von Feuersteinbergwerken sind auf den Britischen Inseln selten. Die Buchan-Ridge-Formation ist eine einzigartige Lagerstätte in Schottland. In der Regel wurde Feuerstein in Schottland nur an Stränden gefunden.
Feuerstein war in der Prähistorie ein wichtiges Material, das für Ausrüstung und Werkzeuge benötigt wurde. Die Fragen über Alter, Herkunft bzw. Ursprung dieser Kiese sind noch unbeantwortet. Roter Feuerstein aus diesen Minen wurde am Capo Long Barrow gefunden.